# Friedrich Sertürner

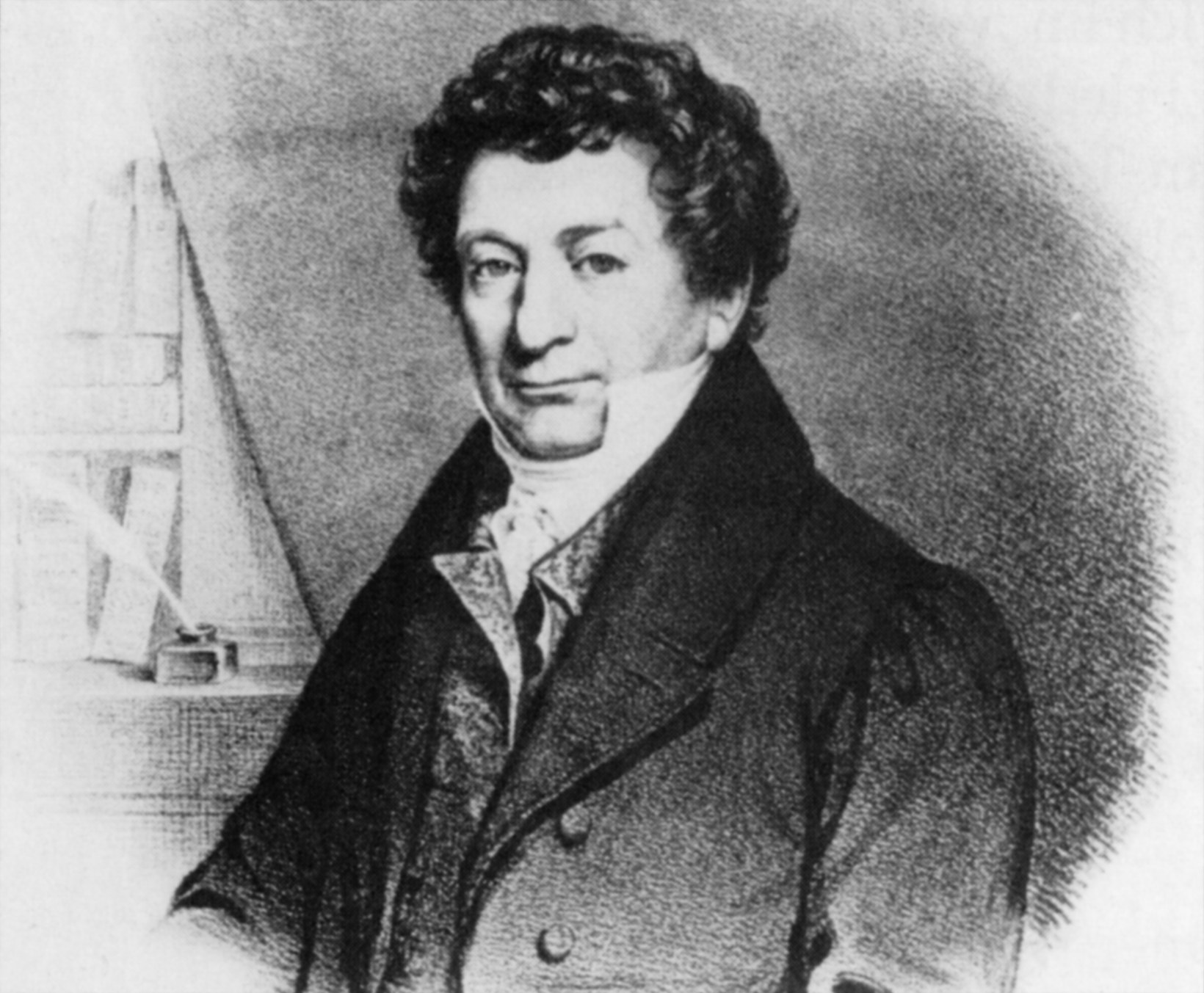
Friedrich Wilhelm Adam Sertürner, um 1830

Friedrich Wilhelm Adam Sertürner (* 19. Juni 1783 in Neuhaus; † 20. Februar 1841 in Hameln) war ein deutscher Apotheker und Entdecker des aus Opium extrahierten Morphins.

## Herkunft

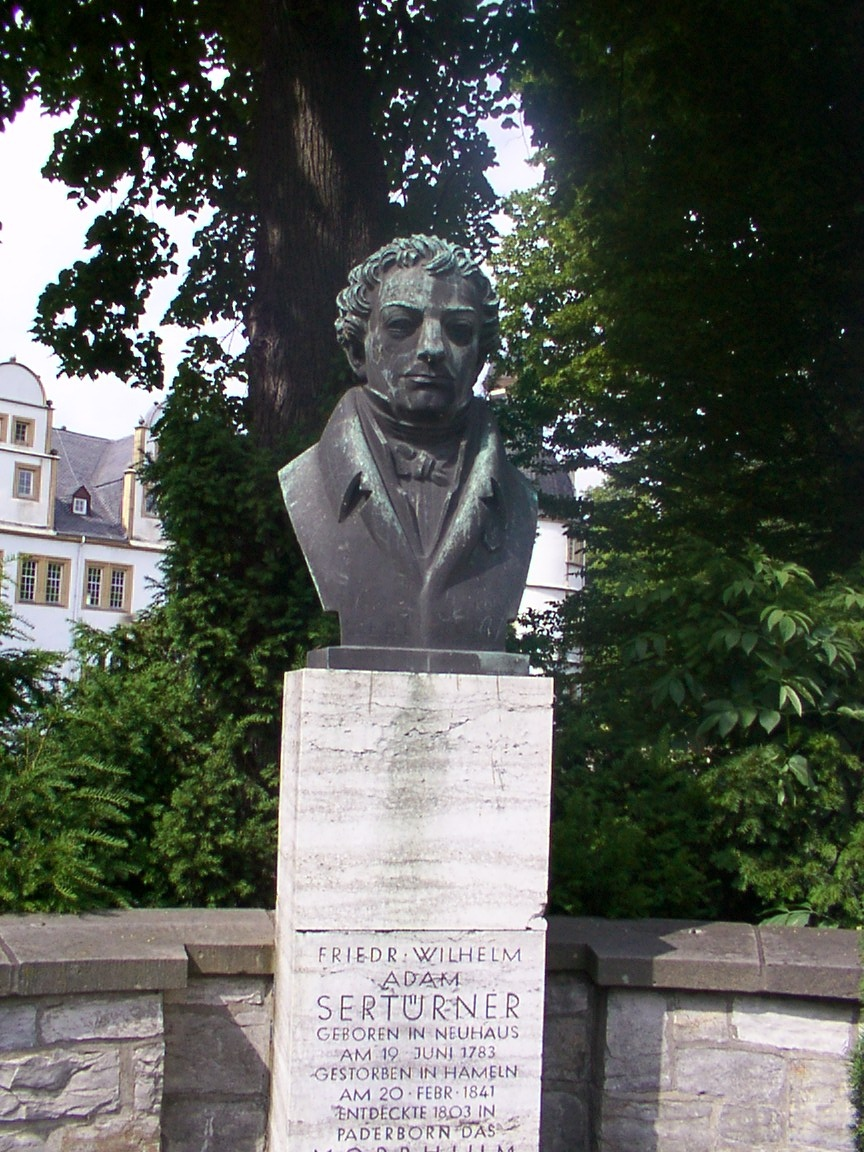
Büste des F. W. A. Sertürner vor dem Schlosspark in Schloß Neuhaus

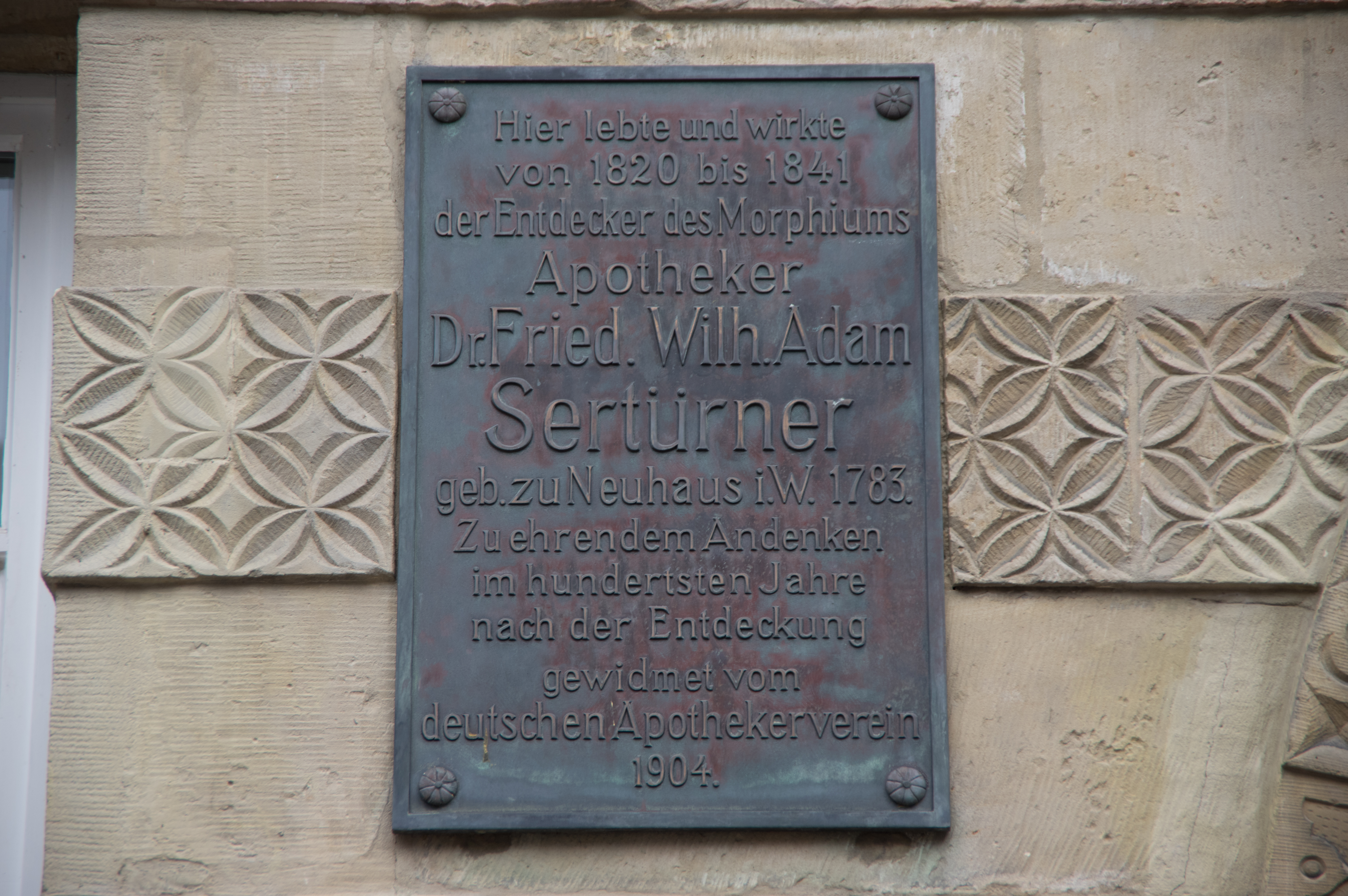
Gedenktafel an Sertürner am Hochzeitshaus in Hameln

Sertürner wurde 1783 im Residenzort Neuhaus im Hochstift Paderborn als Sohn des im Dienst des Fürstbischofs stehenden Landvermessers und Architekten Josephus Simon Sertürner und der Maria Theresia Brockmann geboren. Sein Vater starb, als er 15 Jahre alt war, und hinterließ die Familie mittellos, so dass Sertürner seine Absicht aufgeben musste, in die Fußstapfen seines Vaters zu treten.

## Leben
Er begann 1799 eine Apothekerlehre in Paderborn beim Hofapotheker Franz Anton Cramer und beendete sie mit dem Gehilfenexamen 1803.
1805 gelang es ihm noch in seiner Zeit als Apothekergehilfe in Paderborn, Morphin aus der Droge Opium, dem getrockneten Milchsaft des Schlafmohns, zu isolieren, wobei der Großteil der Experimente 1804 erfolgte. Er nannte das von ihm gefundene Alkaloid nach Morpheus, dem griechischen Gott des Traumes, da es Schlaf verursachte. Er untersuchte die Wirkung dieses Stoffes in den folgenden Jahren zunächst an Hunden und an Mäusen. 1806 erfolgte eine erste Veröffentlichung darüber im Journal der Pharmacie von Johann Bartholomäus Trommsdorff. Die Entdeckung fand aber keine große Aufmerksamkeit und erst mit der zweiten Publikation 1817 in den bekannteren Annalen der Physik erreichte er allgemeine Anerkennung, insbesondere nachdem Joseph Louis Gay-Lussac im selben Jahr die Übersetzung ins Französische veranlasst hatte (Frankreich war damals die führende Nation in der Chemie). Dabei berichtete er auch über einen Selbstversuch an sich und drei Freunden, wobei die Dosis am Ende so hoch war, dass sie nur mit einem Brechmittel dem Tod entgingen. Neben Morphin hatte er auch als Erster Mekonsäure aus Opium isoliert.
Über Frankreich fand Sertürner auch in Deutschland Anerkennung und promovierte mit der Arbeit über Morphin 1817 in Jena in absentia. Er wurde Mitglied vieler wissenschaftlicher Gesellschaften und 1841 Ehrenmitglied des norddeutschen Apothekervereins.
Die Entdeckung des Morphins war insofern auch ein Umbruch in den damaligen Vorstellungen, als es erstmals ein alkalischer pflanzlicher Wirkstoff war – ein Vertreter der neuen Wirkstoffklasse der Alkaloide (der Name wurde 1819 vom Apotheker in Halle Carl Friedrich Wilhelm Meißner vergeben). Davor hatte man stets angenommen, die pflanzlichen Wirkstoffe lägen nur als Säuren vor. Anderen Chemikern, die vorher die Wirkstoffe des Opiums untersucht hatten (Antoine Baumé, Charles Derosne in Frankreich fanden z. B. Narkotin im Opium), entging so die Entdeckung des Morphins.
Die Zuschreibung der Erstbeschreibung des Morphins war umstritten. Bernard Courtois gelang die Isolation schon 1804 am Labor von Armand Séguin. Unmittelbar danach verließ er die École polytechnique und ging in die Industrie. Séguin präsentierte die Resultate 1804, publizierte sie aber erst 1814. Aufgrund dieser Veröffentlichung reklamierte Louis-Nicolas Vauquelin 1816 die Priorität der Entdeckung für Séguin, der in seinem Aufsatz Courtois nicht erwähnt hatte. Der Prioritätsstreit, der um seine Entdeckung in Frankreich geführt wurde, erbitterte Sertürner, die Académie des sciences entschied aber schließlich zu seinen Gunsten und verlieh ihm 1831 den angesehenen Prix Montyon. Die Verwendung als Arznei und insbesondere als Schmerzmittel begann schon um 1820 in Frankreich und Deutschland – François Magendie publizierte schon 1818 über die medizinische Wirkung. Wegen des bitteren Geschmacks und ausgelösten Brechreizes war die orale Gabe nicht optimal und ein größerer Erfolg als Schmerzmittel erfolgte erst nach Applikation als Injektion (Charles-Gabriel Pravaz). 
Beruflich trat Sertürner Ostern 1805 als Mitarbeiter in die Rats-Apotheke an der Langen Brücke in Einbeck ein. Nachdem unter Napoleon die Gewerbefreiheit im Königreich Westphalen eingeführt worden war, erwarb Sertürner nach dem Apothekerexamen 1809 ein Patent zur Errichtung einer zweiten Apotheke in Einbeck. Nach einigen erfolgreichen Jahren musste er 1817 jedoch seinen Beruf vorübergehend aufgeben, denn nach dem Sturz der französisch-westphälischen Regierung wurde die Gewerbefreiheit wieder rückgängig gemacht und er erhielt auch nicht die Leitung der Einbecker Rats-Apotheke.
1821 erwarb Sertürner, als Nachfolger von Johann Friedrich Westrumb, die Rats-Apotheke in Hameln. Hier arbeitete er bis zu seinem Tod im Jahr 1841. Er blieb wissenschaftlich aktiv, veröffentlichte Chemiebücher und in einer von ihm gegründeten wissenschaftlichen Zeitschrift. Sertürner entwickelte auch eine Theorie der Cholera, die aber zu seinen Lebzeiten unbeachtet blieb.
Sertürner starb an den Folgen einer Gicht-Erkrankung, die er auch mit Morphin linderte.
Er wurde nach seinem Tod von Hameln nach Einbeck überführt und in der Bartholomäus-Kapelle am Altendorfer Tor beigesetzt.

## Familie
1821 heiratete Sertürner Eleonore von Rettberg, die Tochter des Oberstleutnants Leopold Christoph von Rettberg. Das Paar hatte vier Töchter und drei Söhne. Ihre Tochter Ida heiratete 1852 Wilhelm Best (1799–1886), einen Sohn des Generals Carl Conrad Best. Sein Sohn Carl Franz (1821–1904) wurde Obergerichtsrat in Hannover. Sein Sohn Viktor Sertürner wurde (1834–1887) Apotheker und Nachfolger seines Vaters. Er gründete 1873 die erste chemische Fabrik in Hameln.
Friedrich Sertürner war seit 1807 Freimaurer in der Einbecker Loge Georg zu den drei Säulen.

## Ehrungen
Im Stadtmuseum Einbeck kann eine Ausstellung über Sertürner besichtigt werden. Neben der Paderborner und der Hamelner Sertürnerstraße tragen auch Straßen in einigen anderen Städten seinen Namen. So sind in Einbeck eine Straße und das Krankenhaus nach Sertürner benannt. Auf dem Venusberg in Bonn, unweit der Universitätsklinik, ist eine Straße nach ihm benannt. In Münster gibt es eine Sertürnerstraße, die sich in der Nähe des Campus des Universitätsklinikums Münster befindet. Zahlreiche Apotheken in Deutschland sind nach ihm benannt worden. So zum Beispiel in Berlin, Lübben (Spreewald), Neuenhagen bei Berlin und Frankfurt am Main.

## Schriften
- Darstellung der reinen Mohnsäure (Opiumsäure) nebst einer chemischen Untersuchung des Opiums. In: Journal der Pharmacie. Band 14, 1806, S. 47–93.
- Über das Morphium, eine neue salzfähige Grundlage, und die Mekonsäure, als Hauptbestandhteile des Opiums. In: Annalen der Physik. N. F., Band 25, 1817, S. 56–89.
- Dringende Aufforderung an das deutsche Vaterland, in Beziehung der orientalischen Brechruhr. Göttingen 1831.

## Belletristik
- Otto Schumann-Ingolstadt: Morphium. Lebensroman des Entdeckers des Morphiums Friedrich Wilhelm Sertürner. Deutscher Apotheker-Verlag, Stuttgart 1955.